# シティ・サークル線
シティ・サークル線（英語: City Circle Tram）は、オーストラリアの都市・メルボルン市内の路面電車であるメルボルン市電の系統の愛称。メルボルン各地の名所を巡る環状線で、全区間無料で利用可能である。「35号線」という系統番号で呼ばれる事もある。

## 概要
1994年4月27日から営業運転を開始した、メルボルン旧市街を走る環状系統。シーライフ・メルボルン水族館や旧メルボルン監獄、ドックランズ・スタジアム、フェデレーション・スクエアといったメルボルン各地の名所や施設を巡る観光路線で、車内では音声解説も実施される。運賃は開業当時から無料である。
開通に合わせて一部路線の新規建設が実施された他、2003年や2009年には延伸が行われており、2020年現在は「p」の字に似たラケット式の環状系統となっている。同年時点で、日曜日から水曜日までは午前10時から午後6時まで、木曜日から土曜日までは午前10時 - 午後9時間に20分間隔で運行しているが、クリスマスと聖金曜日は運休する。シティ・サークル線は観光地への輸送手段のみならずメルボルンにおける観光施設（アトラクション）としても位置づけられており、2014年にはトリップアドバイザーが選ぶ世界で最も話題になっているアトラクションの1つに選ばれている。

## 電停一覧
2020年時点における、シティ・サークル線が経由する電停は以下の通り。時計回りと反時計回りで経路が異なる他、環状線である事から同じ区間を走行する区間が存在するため、一部電停を重複して記載する。ただし2023年10月30日のダイヤ改正以降、運転士不足や運用の適正化が要因となり、シティ・サークル線は時計回り（Clockwise）系統のみの運用となる。なお、下記の表は時計回りを基準としたものである。
| 電停番号 | 電停名                                      | 地区               | 停車系統             | 停車系統                    | 備考・参考                                   |
| 電停番号 | 電停名                                      | 地区               | 時計回り (Clockwise) | 反時計回り (Anti-clockwise) | 備考・参考                                   |
| -------- | ------------------------------------------- | ------------------ | -------------------- | --------------------------- | -------------------------------------------- |
| D11      | Waterfront City, Docklands                  | ドックランズ       | ○                    |                             |                                              |
| D10      | NewQuay & Docklands Dr                      | ドックランズ       | ○                    |                             |                                              |
| D2       | Central Pier & Harbour Esp                  | ドックランズ       | ○                    |                             |                                              |
| D1       | Etihad Stadium & La Trobe St                | ドックランズ       | ○                    | ○                           |                                              |
| 119      | Spencer St & La Trobe St                    | メルボルン         | ○                    |                             | 双方の電停は交差点を挟む形で斜め向かいに立地 |
| 1        | Spencer St & La Trobe St                    | メルボルン         |                      | ○                           | 双方の電停は交差点を挟む形で斜め向かいに立地 |
| 2        | King St & La Trobe St                       | メルボルン         | ○                    |                             |                                              |
| 3        | Flagstaff Station                           | メルボルン         | ○                    | ○                           |                                              |
| 4        | Queen St & La Trobe St                      | メルボルン         | ○                    | ○                           |                                              |
| 5        | Melbourne Central Station, Elizabeth Street | メルボルン         | ○                    | ○                           |                                              |
| 6        | Melbourne Central Station, Swanston Street  | メルボルン         | ○                    | ○                           |                                              |
| 7        | Russell St & La Trobe St                    | メルボルン         | ○                    |                             |                                              |
| 8        | Exhibition St & La Trobe St                 | メルボルン         | ○                    | ○                           |                                              |
| 9        | Victoria St & La Trobe St                   | メルボルン         | ○                    | ○                           |                                              |
| 10       | Nicholson St & Victoria Pde                 | イーストメルボルン | ○                    |                             |                                              |
| 10       | Parliament Station                          | メルボルン         | ○                    | ○                           |                                              |
| CCSS2    | Spring St & Bourke St                       | メルボルン         | ○                    | ○                           |                                              |
| 8        | Spring St & Flinders St                     | メルボルン         | ○                    | ○                           |                                              |
| 6        | Russell St & Flinders St                    | メルボルン         | ○                    | ○                           |                                              |
| 5        | Flinders Street Station, Swanston Street    | メルボルン         | ○                    |                             |                                              |
| 4        | Flinders Street Station, Elizabeth Street   | メルボルン         | ○                    | ○                           |                                              |
| 3        | Market St & Flinders St                     | メルボルン         | ○                    | ○                           |                                              |
| 2        | Melbourne Aquarium & Flinders St            | メルボルン         | ○                    | ○                           |                                              |
| 1        | Spencer St & Flinders St                    | メルボルン         | ○                    | ○                           |                                              |
| D6       | Flinders St West & Flinders St              | ドックランズ       | ○                    | ○                           |                                              |
| D5       | The Goods Shed & McCrae St                  | ドックランズ       | ○                    | ○                           |                                              |
| D4       | Docklands Park & Harbour Esp                | ドックランズ       | ○                    | ○                           |                                              |
| D3       | Etihad Stadium - Bourke St                  | ドックランズ       | ○                    | ○                           |                                              |
| D2       | Central Pier & Harbour Esp                  | ドックランズ       | ○                    |                             |                                              |
| D10      | NewQuay & Docklands Dr                      | ドックランズ       | ○                    |                             |                                              |
| D11      | Waterfront City, Docklands                  | ドックランズ       | ○                    |                             |                                              |

## 車両
1994年の営業開始以降シティ・サークル線で使用されている車両は、1920年代から1950年代まで長期に渡って製造され、メルボルン市電を代表する車両として知られるW形電車である。2000年代初頭には制動装置の不具合により運行が一時停止する事態も起きたが、その後は制動装置に加えて制御装置、集電装置などの交換が行われた。更に2012年以降は車内外の改装やwi-fi通信への対応機器の設置等の近代化工事が行われている他、塗装も従来のシティ・サークル線専用塗装から上半分がクリーム色、下半分が緑色という製造当時のものが復元されている。2020年現在は8両が使用されており、今後も複数の車両の更新が予定されている。

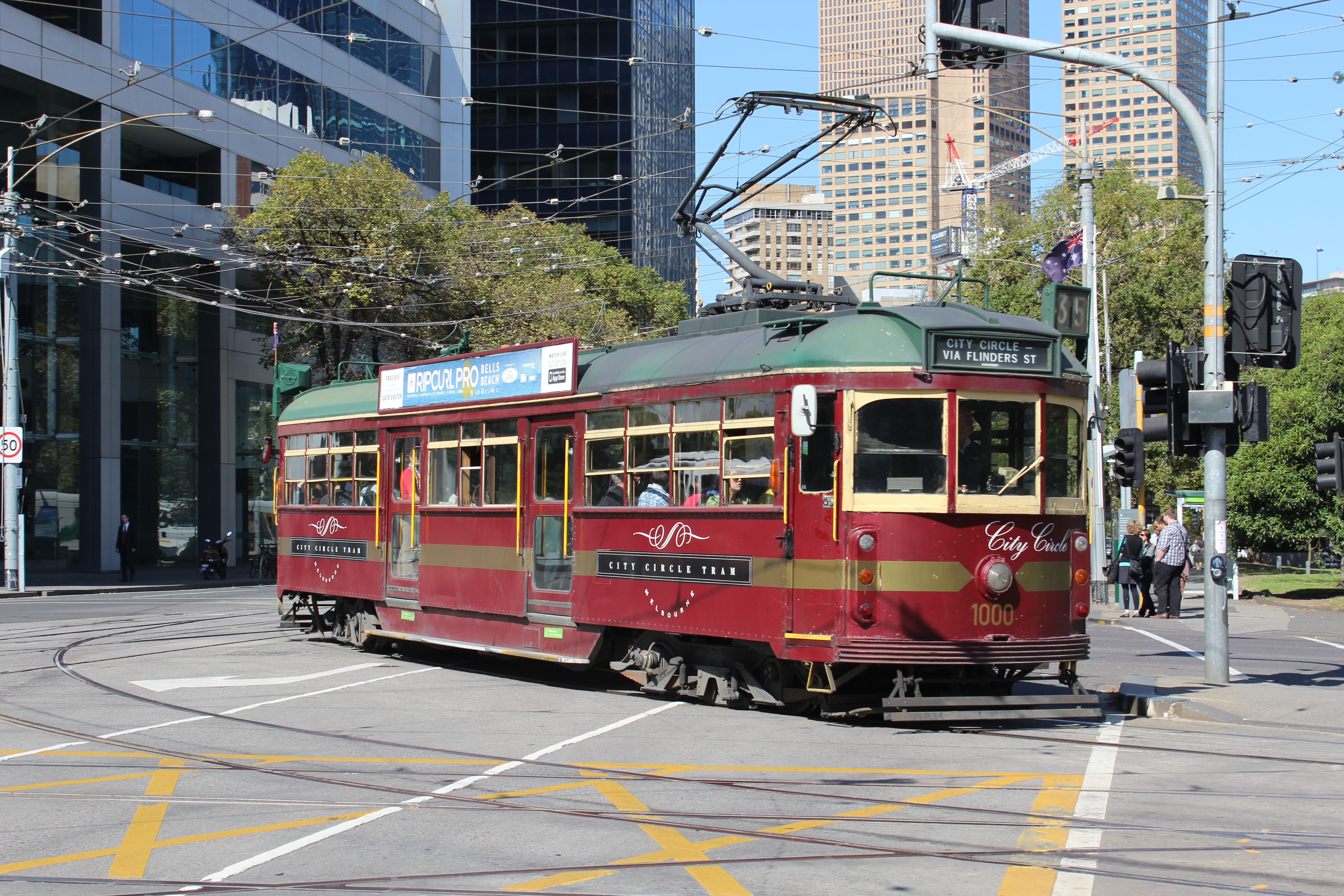
シティ・サークル線塗装のW形（2013年撮影）
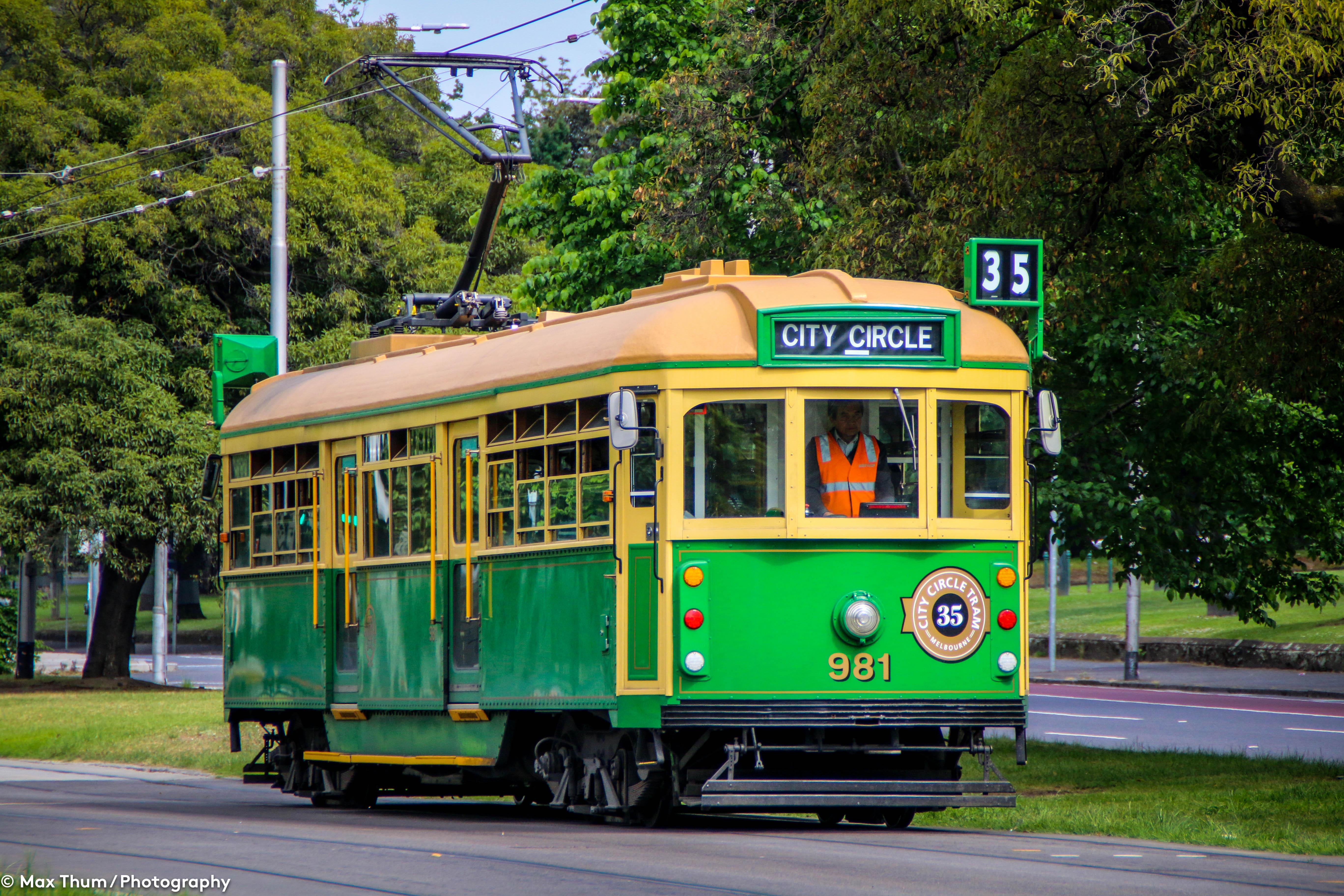
更新工事が行われたW形（2017年撮影）
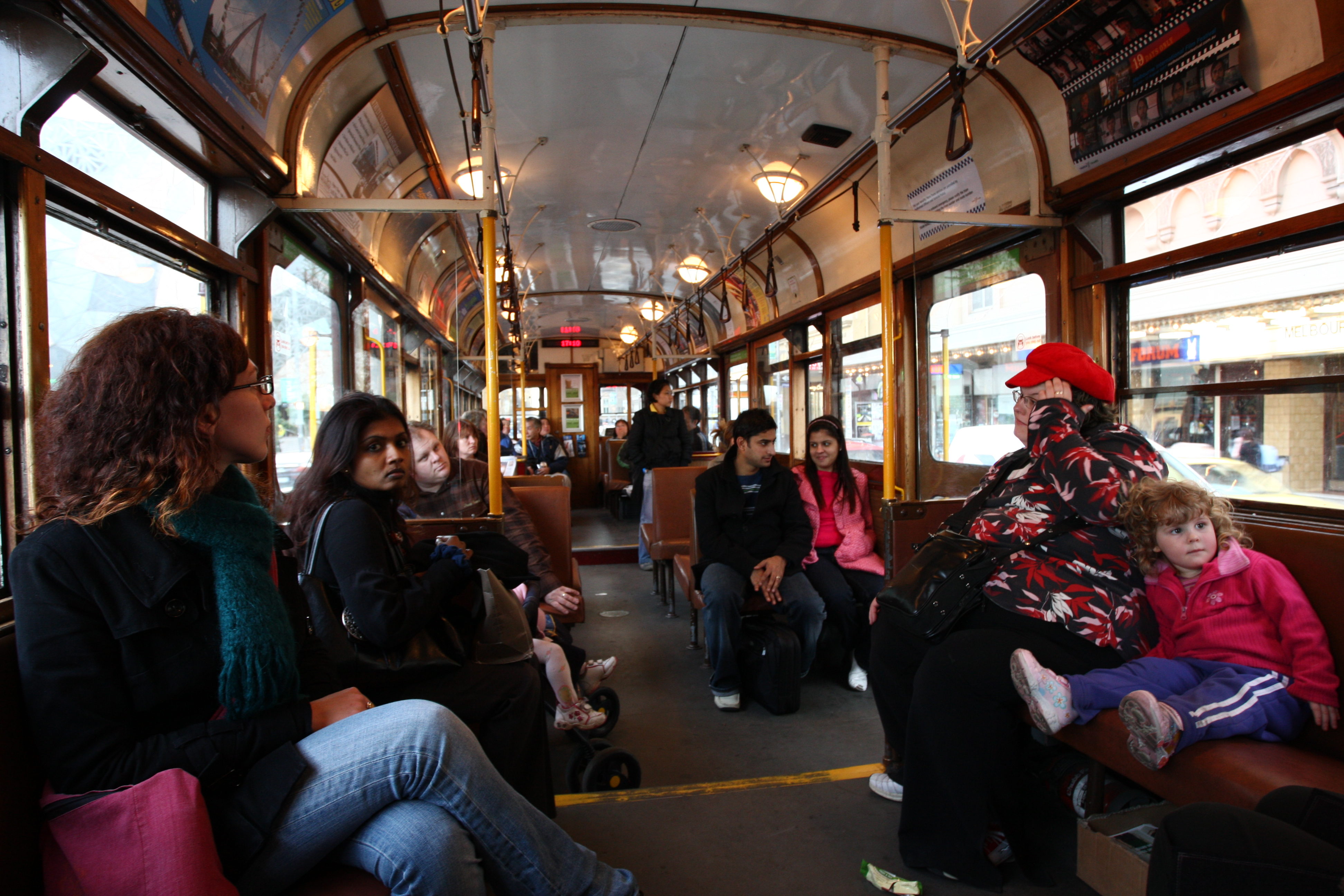
W形の車内（2007年撮影）